# Major Gercino
Major Gercino este un oraș în Santa Catarina (SC), Brazilia.